# Зелепукіна Світлана Володимирівна
Світлана Зелепукіна (нар. 16 серпня 1980, Кіровоград, Українська РСР) — українська гімнастка. Брала участь у змаганнях у командному заліку, абсолютному заліку і 4 окремих вправах на Літніх Олімпійських іграх 1996.

## Біографія
Світлана Зелепукіна народилася 16 серпня 1980 року у місті Кіровограді.